# Дональд, Люк
Люк Дональд (англ. Luke Donald; 7 декабря 1977, Хемел Хемпстэд, Хартфордшир, Англия) — английский гольфист, возглавлявший мировой рейтинг среди гольфистов. Профессионал с 2001 года. В основном он играет на турнирах PGA Tour, но также является членом Европейского тура. 
У Люка Дональда был выдающийся 2011 год, когда он выиграл целый ряд турниров и спортивных наград. Он победил в гонке призовых PGA, а также выиграл Гонку Европейского тура в Дубае, тем самым став первым игроком победившим в обеих гонках одновременно в один календарный год. Он был назван Игроком года PGA и Гольфистом года Европейского тура. Также он стал первым англичанином, ставшим Игроком года PGA Tour, выигравшим Вэрдон Трофи и Приз Марка МакКормака за самое большое количество недель на вершине мирового рейтинга в течение календарного года. Позже он был награждён званием почётного пожизненного членства в Европейском туре за достижения 2011 года.
В мае 2011 года Дональд стал номером один в мировом рейтинге среди гольфистов после победы на BMW PGA Championship. Он возглавлял мировой рейтинг 40 недель, пока его на короткое время не возглавил Рори МакИлрой. В следующие два месяца эта пара гольфистов обменивалась званием лучшего гольфиста 4 раза. 27 мая 2012 года Люк вернулся на первую строчку после успешной защиты своего титула на BMW PGA Championship. Он ещё 10 недель продержался в лидерах мирового рейтинга, пока его окончательно оттуда не сместил Рори МакИлрой. Суммарно Люк возглавлял мировую табель о рангах 56 недель и провёл более 200 недель в Топ-10. Он был удостоен Ордена Британской империи в 2012 году за заслуги в гольфе.